# Мастер Клеофрада

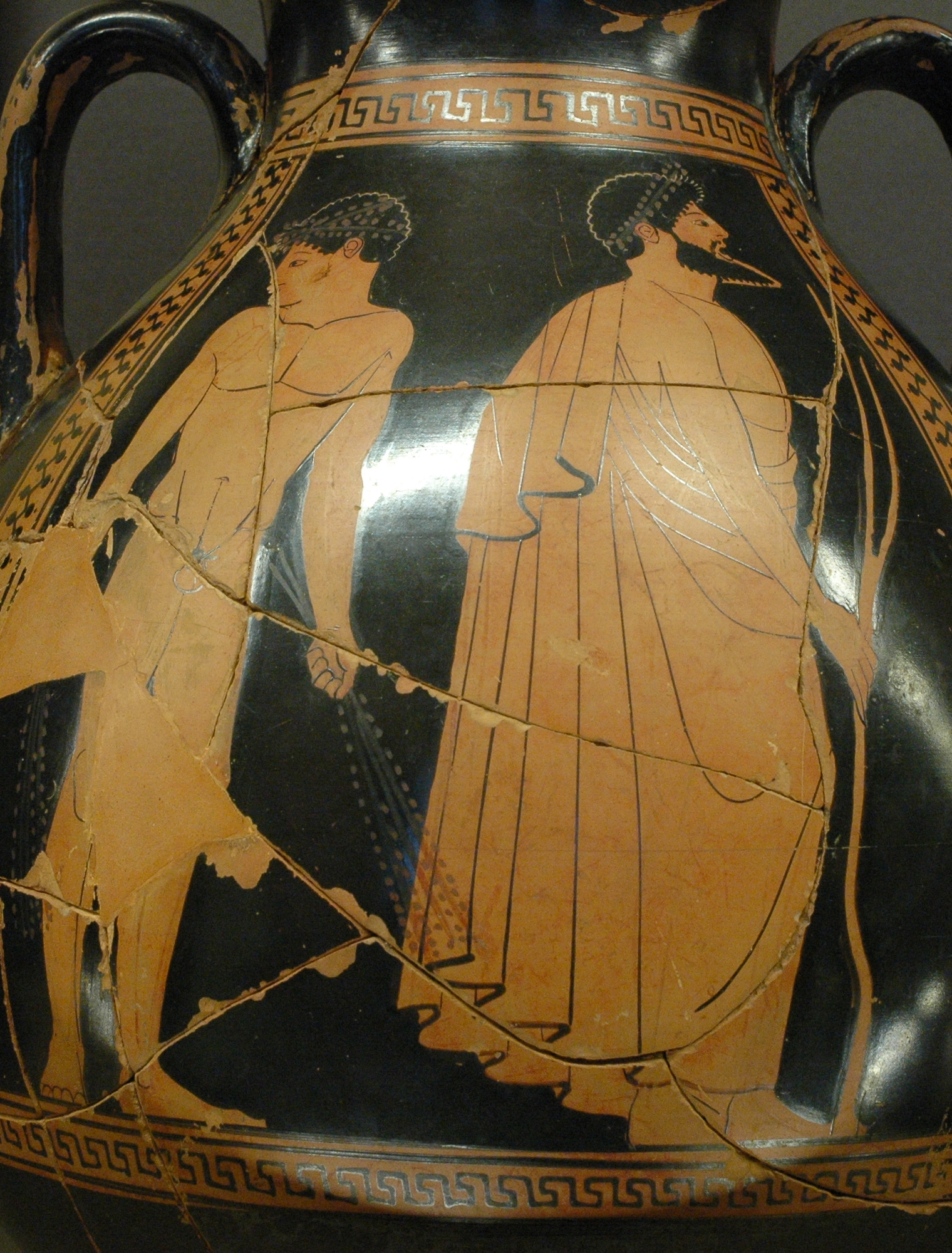
Учитель гимнастики и один из его атлетов на оборотной стороне краснофигурной пелики. Ок. 500—490 годов до н. э. Лувр

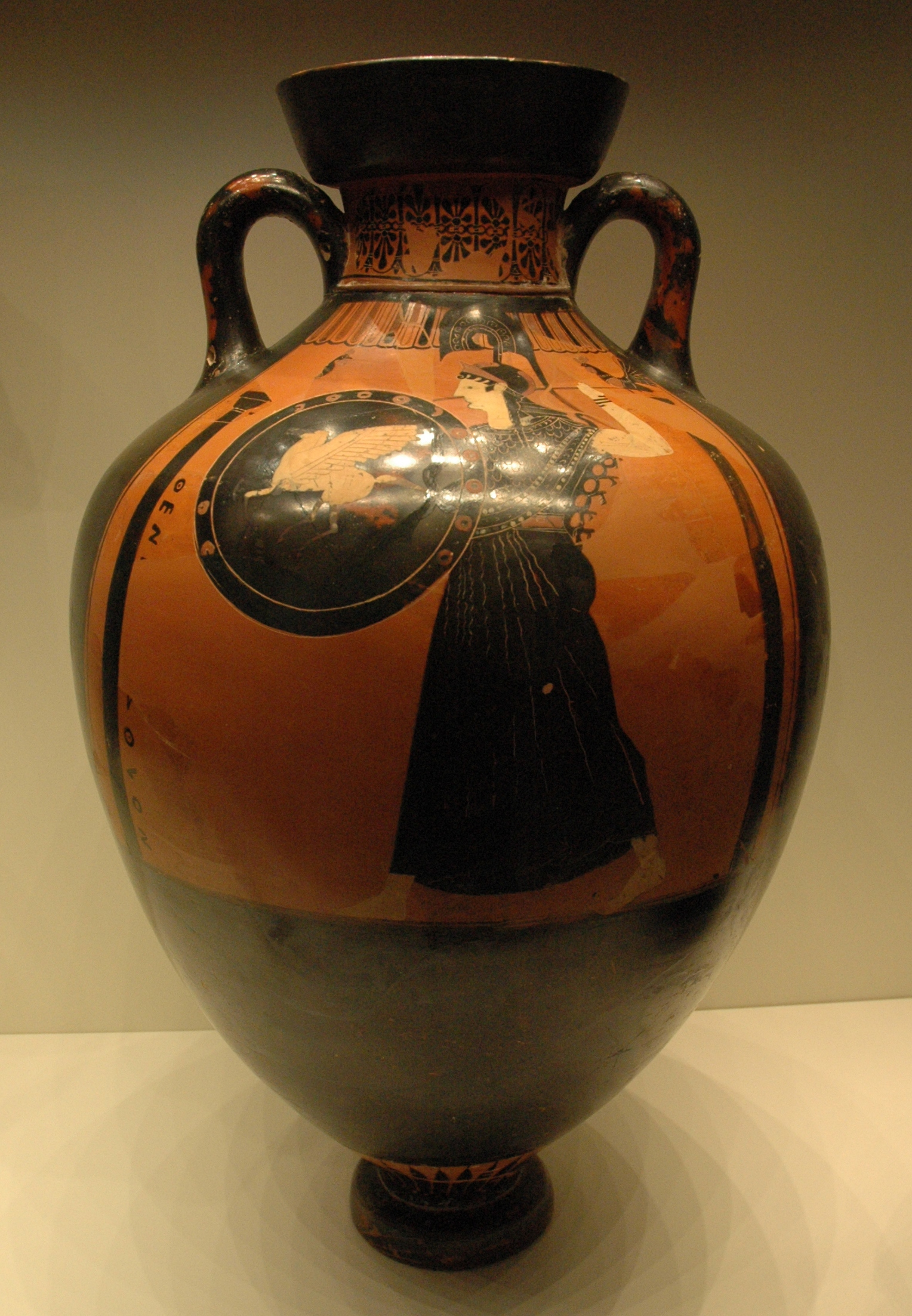
Панафинейская амфора работы Клеофрада. 490—480 годы до н. э. Вилла Гетти. Малибу

Мастер Клеофрада (лат. Kleophrades) — древнегреческий вазописец краснофигурного стиля, работавший в период с 505 по 475 годы до н. э. в Афинах. Поскольку настоящее имя вазописца не сохранилось, то «служебное» имя он получил по имени гончара Клеофрада, керамику которого он расписывал. Искусствоведы ставят творчество Клеофрада вровень с таким известным художником, как Берлинский вазописец. Клеофрад также известен как автор нескольких панафинейских амфор, выполнявшихся, как известно, в чёрнофигурном стиле.
Вазописцу Клеофраду приписывается авторство более 100 ваз и фрагментов ваз, чаще всего пелик, стамносов, кальпид и чаш. Уникальными являются два украшенных волютами кратера, поскольку их горлышки украшают двойные фризы.